# Весс, Чарльз
Чарльз Дана Весс (англ. Charles Dana Vess; род. 10 июня 1951, Линчберг) — американский фэнтезийный художник и иллюстратор комиксов, специализирующийся на сюжетах из мифов и сказок. На его творчество оказали сильное влияние работы таких художников как Артур Рэкхэм и Альфонс Муха. Весс является обладателем нескольких наград.